# Practical Ethics
Practical Ethics, un libro de 1979 del filósofo moral Peter Singer, es una introducción a la ética aplicada.

## Resumen
Singer analiza, en detalle, por qué y cómo deben ponderarse los intereses de los seres. En su opinión, los intereses de un ser deben ponderarse siempre en función de sus propiedades concretas, y no de su pertenencia a algún grupo abstracto. Singer estudia una serie de cuestiones éticas como la raza, el sexo, la capacidad, las especies, el aborto, la eutanasia, el infanticidio, la experimentación con embriones, la condición moral de los animales, la violencia política, la ayuda exterior y si tenemos la obligación de ayudar a los demás. La segunda edición de 1993 añade capítulos sobre los refugiados, el medio ambiente, la igualdad y la discapacidad, la experimentación con embriones y el trato a los académicos en Alemania. Una tercera edición publicada en 2011 omite el capítulo sobre los refugiados y contiene un nuevo capítulo sobre el cambio climático.

## Recepción
Practical Ethics es muy leído y el filósofo John Martin Fischer lo describió como "un texto excelente para un curso introductorio de ética". El filósofo James Rachels recomendó el libro "como introducción centrada en cuestiones prácticas como el aborto, el racismo, etc". El filósofo Mylan Engel calificó el libro de "lectura obligada para cualquier persona interesada en vivir una vida ética".
H. L. A. Hart hizo una crítica mixta de la primera edición en The New York Review of Books. Aunque escribió que " la utilidad de este libro utilitarista para los estudiantes de su materia difícilmente puede exagerarse", Hart también criticó Ética práctica por la incoherencia filosófica de su capítulo sobre el aborto. Sostiene que Singer no explica suficientemente cómo ven el aborto tanto el utilitarismo preferencial como el clásico, y no pone de manifiesto sus diferencias.